# 74
74. је била проста година.

## Догађаји
- 74-78 — гувернер Британије Секст Јулије Фронтин. Окончано освајање Велса. Изградња тврђаве Сегонцијум (Кернарфон, северозападни Велс).
- До 74. - краљ Киликије Полемон II. Ожењен Береником (око 28 – после 79).
- Цар Веспазијан и његов син Тит Цезар Веспазијан постају римски конзули.
- Регион Шварцвалда је поново повезан са Римским царством.

### Децембар
27. децембар – Цар Веспазијан додељује великодушне привилегије лекарима и наставницима.

## Рођења
- Хигиније, римски бискуп